# Дырковатая
Дыркова́тая или Отлу́-Кая́  (крымскотат. Otlu Qaya, Отлу Къая, укр. Отлу-Кая) — скала, расположенная на юго-востоке Крыма в долине между Коктебелем и Щебетовкой (Отузы), севернее Кара-Дага. Высота скалы — 263 метра над уровнем моря. Название скалы с крымскотатарского (Отлу-Кая) переводится как «травянистая» или «огненная скала». Русское название скала получила из-за сквозного отверстия. Некогда по склону горы были разбросаны камни, которые издали напоминали пасущееся стадо овец, которые пошли на строительство шоссе, однако местные жители до сих пор называют эту местность «окаменелым стадом». С этой скалой связано немало народных легенд и сказаний, согласно одной из них молодой пастух, пасший овец на скале, однажды заметил полунагую девушку и, «забыв долг гостеприимства бросился к ней с недоброй мыслью», тотчас остолбенев, а вместе с ним и всё его стадо.